# Anita Lucchesi
Anita Lucchesi é uma historiadora brasileira considerada inauguradora dos estudos sobre história digital no Brasil e premiada pela Sociedade Brasileira de Teoria e História da Historiografia. É membro-fundadora da Rede Brasileira de História Pública, filiada à Federação Internacional de História Pública e foi Coordenadora Adjunta da área de Ciências Humanas e da Natureza no Programa Nacional do Livro Didático. Atualmente, é coordenadora de Referência e Pesquisa da Fábrica de Arte Marcos Amaro (FAMA Museu), em Itu, São Paulo.

## Carreira
Formou-se historiadora, com intercâmbio na Universidade de Florença, é mestra em história pela Universidade Federal do Rio de Janeiro e doutora em história pela Universidade de Luxemburgo.
Em 2013, seu trabalho intitulado Historiografia em Rede: História, Internet e Novas Mídias: Preocupações e questionamentos para historiadores do século XXI foi premiado pela Sociedade Brasileira de Teoria e História da Historiografia. Sua pesquisa é considerada inaugural para os estudos da história digital no Brasil, sendo Lucchesi uma das principais referências para os estudos da historiografia digital.
Em 2016, foi Coordenadora Adjunta da área de Ciências Humanas e da Natureza no Programa Nacional do Livro Didático, onde trabalhou fazendo pareceres dos livros de história entre 2014 e 2015. Em 2017, foi eleita tesoureira da Federação Internacional de História Pública. Em 2021, passou a coordenar o departamento de Pesquisa e Referência da Fábrica de Arte Marcos Amaro.

## Memorecord
Lucchesi criou, em maio de 2018, um site chamado Memorecord, onde reuniu depoimentos de imigrantes, para sua tese de doutorado. Nas redes sociais, estas pessoas compartilhavam fotos e vídeos seguidos de depoimentos e da hashtag #Memorecord. O site é considerado uma forma de trabalho com a memória relativa à imigração em diálogo com as plataformas digitais e de aproximar as pessoas do sentimento de viver em um lugar de onde não se é nativo. O método de crowdsourcing, utilizado para o recolhimento e disponibilização dos depoimentos e foi considerado inovador na historiografia.
De acordo com Lucchesi, a criação do Memorecord teve caráter experimental, utilizando a migração com estudo de caso para a investigação de métodos alternativos de pesquisa histórica em ambiente digital. Uma das principais características do trabalho foi dar aos indivíduos a chance de contar suas próprias histórias, como protagonistas de seus depoimentos.